# Martin Venéni
Martin Venéni (* 15. listopadu 1962) je bývalý slovenský fotbalový obránce.

## Fotbalová kariéra
V československé lize hrál za Tatran Prešov. Nastoupil v 9 ligových utkáních. Gól v lize nedal. Dále hrál i za Inter ZŤS Bratislava-Petržalka a Spoje Bratislava-Podunajské Biskupice.

## Ligová bilance
| Ročník                                      | Zápasy | Góly | Minuty | Klub                                  |
| ------------------------------------------- | ------ | ---- | ------ | ------------------------------------- |
| 1. slovenská národní fotbalová liga 1986/87 | 1      | 0    | –      | Inter ZŤS Bratislava-Petržalka        |
| 1. slovenská národní fotbalová liga 1987/88 | 8      | 1    | –      | Spoje Bratislava-Podunajské Biskupice |
| 1. slovenská národní fotbalová liga 1988/89 | 21     | 6    | –      | Spoje Bratislava-Podunajské Biskupice |
| 1. československá fotbalová liga 1990/91    | 9      | 0    | 721    | Tatran Prešov                         |
| CELKEM 1. československá liga               | 9      | 0    | 721    |                                       |